# 1882 a vasúti közlekedésben
Ez a szócikk a 1882-ben történt vasúti eseményeket mutatja be.

## Események Magyarországon
- március 12. – Megnyílik a Budapest és Újszász közötti vasút, mely napjainkban a 120-as vonal.